# Erfolgsqualifizierter Versuch
Als erfolgsqualifizierten Versuch bezeichnet man eine Straftat, deren Grunddelikt lediglich versucht und dadurch fahrlässig die Erfolgsqualifikation verursacht wird.

## Bestrafung
Nach § 249 StGB ist Raub mit Freiheitsstrafe nicht unter einem Jahr zu bestrafen. Gemäß der Erfolgsqualifikation des § 251 StGB wird wegen Raubes mit Todesfolge mit Freiheitsstrafe nicht unter zehn Jahren bestraft, wer durch den Raub wenigstens leichtfertig den Tod eines Menschen verursacht.
Beispiel: Räuber R schießt bei einem Raubüberfall zur Einschüchterung in eine Tür. Das zufällig hinter der Tür befindliche Opfer O wird getötet. Weil die Polizei naht, flüchtet R, ohne zuvor die Beute weggenommen zu haben.
R ist nur wegen versuchten (schweren) Raubes strafbar, weil der Raub mangels erfolgter Wegnahme der Beute nicht vollendet ist. Die Voraussetzungen der Erfolgsqualifikation des § 251 StGB sind dagegen erfüllt, denn R hat leichtfertig den Tod des O verursacht. Der Raubversuch des R ist damit ein erfolgsqualifizierter Versuch.
Umstritten ist, ob ein Rücktritt von einem erfolgsqualifizierten Versuch möglich ist. Problematisch daran ist, dass die schwere Folge schon eingetreten ist. Ein Teil der Rechtslehre sieht dabei in der Verwirklichung der besonderen Folge bereits die materielle Vollendung der Tat, wodurch ein Rücktritt begrifflich ausgeschlossen sei.
Weitgehend wird aber sowohl in der Lehre als auch der Rechtsprechung der Rücktritt in der Konstellation eines erfolgsqualifizierten Versuchs für möglich erachtet. Hierbei stützt diese Mehrheit sich auf den Wortlaut des (§ 24 StGB), wonach die formelle Vollendung der Tat entscheidend sei. Da die Erfolgsqualifikation aber eine Qualifikation sei, folge, dass diese allein ohne ein vorhandenes vollendetes Grunddelikt – von dem wiederum ein Rücktritt nach allen Rechtsmeinungen unstreitig möglich ist –, als sogenanntes tatbestandliches Nullum keine Grundlage für die Strafbarkeit eines Versuchs bilden könne. Bei einem Rücktritt vom Grunddelikt entfällt folgerichtig somit auch der Anknüpfungspunkt der Erfolgsqualifikation. Es kommt aber eine Strafbarkeit wegen eines Fahrlässigkeitsdelikts in Betracht (im Beispiel § 222 StGB).
Weiter ist umstritten, ob ein erfolgsqualifizierter Versuch auch dann strafbar ist, wenn das versuchte Grunddelikt für sich selbst nicht strafbar ist. Das ist bei versuchter Aussetzung (§ 221 StGB) mit Todesfolge denkbar, da der Versuch der Aussetzung – weil sie kein Verbrechen im Sinne des § 12 StGB ist – mangels besonderer Anordnung nicht strafbar ist (§ 23 Abs. 1 StGB).

## Abgrenzungen
Der erfolgsqualifizierte Versuch ist streng von dem Versuch der Erfolgsqualifikation zu unterscheiden. Dieser stellt einen normalen Versuch dar, bei dem der Täter die schwere Folge schon in seinen Vorsatz (Tatentschluss) aufgenommen hat.
Darüber hinaus ist der erfolgsqualifizierte Versuch von dem qualifizierten Versuch zu unterscheiden.